# Super Xevious
Super Xevious (スーパーゼビウス?, Sūpā Zebiusu) è un videogioco arcade a scorrimento verticale pubblicato da Namco nel 1984. Come suggerito dal nome, è il seguito di Xevious (1982). Il gioco utilizzava la piattaforma hardware Namco Galaga.

## Modalità di gioco
La modalità di gioco è molto simile a quella dell'originale Xevious. Vi si riscontra una difficoltà leggermente maggiore. Sono stati introdotti alcuni nuovi nemici: una nave madre argento direttamente presa da Galaxian, una rara nave scorpione presa da Galaga, due aerei a reazione, un elicottero ed un carro armato giallo preso da Tank Battalion. Infine le torri nascoste (le "Sol Citadels"), così come le 4 bandierine che possono far guadagnare una vita extra, sono posizionate in posti differenti.

## Pubblicazioni
Il gioco è stato pubblicato per alcune piattaforme:
- Arcade (anche nella macchina Namco Classic Collection Vol. 1, che conteneva in un unico cabinet diversi altri titoli)
- Nintendo DS (raccolta "Namco Museum DS")
- Famicom Disk System/Nintendo Vs. Series - GAMP No Nazo

Il gioco ha avuto un seguito, Xevious 3D/G+ (solo per il mercato giapponese), portato anche sulla PlayStation.

## Accoglienza
Il gioco fu pubblicato come Xevious 2 da Spotlight Software e distribuito da Cinemaware nella raccolta per l'Amiga 2600 "BrainBlasters", recensita sul numero 165 della rivista "Dragon" da Patricia Hartley e Kirk Lesser nella colonna "The Role of Computers", ricevendo 5 stelle su 5.